# Teodor Ciobanu
Teodor Ciobanu a fost un fotbalist român al echipei Chimia Râmnicu Vâlcea. A jucat între anii 1972-1974 ca fundaș, sezoane în care echipa a câștigat Cupa României (1972-1973) și a fost campioana Diviziei B (1973-1974).